# Gelo VI
Gelo VI é uma forma cristalina tetragonal do gelo. É formado da água líquida a 270 K a 1,1 GPa. Tem a densidade de 1,31 g/cm3 a 0,6 GPa.